# ISO 3166-2:LV
ISO 3166-2:LV è uno standard ISO che definisce i codici geografici delle suddivisioni della Lettonia; è un sottogruppo dello standard ISO 3166-2.
I codici sono assegnati ai 36 comuni e alle 7 città in cui è stato suddiviso il paese dopo la riforma amministrativa del 2009; sono formati da LV- (sigla ISO 3166-1 alpha-2 dello stato), seguito da tre lettere (per le città) o tre cifre (per i comuni).

## Codici

### Città
| Codice | Città      |
| ------ | ---------- |
| LV-DGV | Daugavpils |
| LV-JEL | Jelgava    |
| LV-JUR | Jūrmala    |
| LV-LPX | Liepāja    |
| LV-REZ | Rēzekne    |
| LV-RIX | Riga       |
| LV-VEN | Ventspils  |

### Municipalità
| Codice | Comune         |
| ------ | -------------- |
| LV-002 | Aizkraukle     |
| LV-007 | Alūksne        |
| LV-011 | Ādaži          |
| LV-111 | Augšdaugava    |
| LV-015 | Balvi          |
| LV-016 | Bauska         |
| LV-022 | Cēsis          |
| LV-112 | Dienvidkurzeme |
| LV-026 | Dobele         |
| LV-033 | Gulbene        |
| LV-041 | Jelgava        |
| LV-042 | Jēkabpils      |
| LV-052 | Ķekava         |
| LV-047 | Krāslava       |
| LV-050 | Kuldīga        |
| LV-054 | Limbaži        |
| LV-058 | Ludza          |
| LV-056 | Līvāni         |
| LV-059 | Madona         |
| LV-062 | Mārupe         |
| LV-067 | Ogre           |
| LV-068 | Olaine         |
| LV-073 | Preiļi         |
| LV-080 | Ropaži         |
| LV-077 | Rēzekne        |
| LV-087 | Salaspils      |
| LV-088 | Saldus         |
| LV-089 | Saulkrasti     |
| LV-091 | Sigulda        |
| LV-094 | Smiltene       |
| LV-097 | Talsi          |
| LV-099 | Tukums         |
| LV-101 | Valka          |
| LV-113 | Valmiera       |
| LV-102 | Varakļāni      |
| LV-106 | Ventspils      |

## Codici non più in uso
Nella seguente tabella sono elencati i codici assegnati ai distretti prima della riforma amministrativa del 2009.
| Codice | Distretto  |
| ------ | ---------- |
| LV-AI  | Aizkraukle |
| LV-AL  | Alūksne    |
| LV-BL  | Balvi      |
| LV-BU  | Bauska     |
| LV-CE  | Cēsis      |
| LV-DA  | Daugavpils |
| LV-DO  | Dobele     |
| LV-GU  | Gulbene    |
| LV-JL  | Jelgava    |
| LV-JK  | Jēkabpils  |
| LV-KR  | Krāslava   |
| LV-KU  | Kuldīga    |
| LV-LE  | Liepāja    |
| LV-LM  | Limbaži    |
| LV-LU  | Ludza      |
| LV-MA  | Madona     |
| LV-OG  | Ogre       |
| LV-PR  | Preiļi     |
| LV-RE  | Rēzekne    |
| LV-RI  | Riga       |
| LV-SA  | Saldus     |
| LV-TA  | Talsi      |
| LV-TU  | Tukums     |
| LV-VK  | Valka      |
| LV-VM  | Valmiera   |
| LV-VE  | Ventspils  |